# Aqua sinapis
L'Aqua sinapis est, comme on le croyait en son temps, un remède puissant et universel qu'inventa, fabriqua et mis en vente l'alchimiste et médecin Jacobus Sinapius (1575-1622) connu par ailleurs comme étant un des premiers possesseurs du manuscrit de Voynich.
C'est avec cette panacée qu'il soignait les multiples maux et mal-être de l'empereur hypocondre et alchimiste Rodolphe II. Et plus que par l'or philosophal Sinapius acquit grâce à elle une importante fortune.

## Sa fabrication
Contrairement à ce que le nom trompeur de ce médicament semble indiquer, il ne s'y trouve aucune dose à base de moutarde ("sinapis"), mais cette appellation fait référence uniquement à son créateur Jacobus Sinapius.
Cette eau merveilleuse ne différait pas beaucoup en sa composition de l'eau de toilette actuelle connue sous le nom d'eau de Cologne qui tout d'abord était également un médicament connu sous le nom d'aqua mirabilis.